# آرکوناته
آرکوناته (به ایتالیایی: Arconate) یک کومونه در ایتالیا است که در استان میلان واقع شده‌است.

## خصوصیات
آرکوناته ۸٫۳ کیلومترمربع مساحت و ۵٬۸۷۱ نفر جمعیت دارد و ۱۸۰ متر بالاتر از سطح دریا واقع شده‌است.

## خواهرخوانده
شهر لنیک خواهرخواندهٔ آرکوناته هست.